# Soy como quiero ser
| Críticas profissionais | Críticas profissionais |
| Avaliações da crítica  | Avaliações da crítica  |
| Fonte                  | Avaliação              |
| ---------------------- | ---------------------- |
| Allmusic               | [ 1 ]                  |

Soy Como Quiero Ser é o sétimo álbum de estúdio do cantor mexicano Luis Miguel lançado em 1987. É o primeiro álbum do cantor a ser lançado pela Warner Music.

## Faixas
| Soy Como Quiero Ser — Edição standard |                                                          |                                                                         |         |  |
| N.º                                   | Título                                                   | Compositor(es)                                                          | Duração |  |
| 1.                                    | "Es Mejor"                                               | Lamont Dozier Eddie Holland Brian Holland Alejandro Monroy Carlos Villa | 3:48    |  |
| 2.                                    | "Sin Hablar (part. esp. Laura Branigan)"                 | Juan Carlos Calderón                                                    | 4:30    |  |
| 3.                                    | "Ahora Te Puedes Marchar"                                | Ivor Raymonde Mike Hawker Luís Gómez Escolar                            | 3:15    |  |
| 4.                                    | "Yo Que No Vivo sin Ti"                                  | Pino Donnagio Vito Pallavicini Gómez Escolar                            | 3:31    |  |
| 5.                                    | "Eres Tú"                                                | Calderón                                                                | 4:15    |  |
| 6.                                    | "Sólo Tú"                                                | Andy Rande Buck Ram Carlos Toro                                         | 3:18    |  |
| 7.                                    | "No Me Puedo Escapar de Tí (part. esp. Rocío Banquells)" | Calderón                                                                | 3:20    |  |
| 8.                                    | "Cuándo Calienta el Sol"                                 | Rafael Gastón Pérez Carlos Rigual Mario Rigual Carlos Alberto Martinoli | 4:00    |  |
| 9.                                    | "Soy Como Quiero Ser"                                    | Luis Rey                                                                | 2:55    |  |
| 10.                                   | "Perdóname"                                              | Martinoli Eric Carmen Carlos Toro                                       | 3:23    |  |
| 11.                                   | "Sunny"                                                  | Bobby Hebb Gómez Escolar                                                | 3:55    |  |
| Duração total:                        | Duração total:                                           | Duração total:                                                          | 39:21   |  |

| Soy Como Quiero Ser — Edição brasileira |                             |                                                 |         |  |
| N.º                                     | Título                      | Compositor(es)                                  | Duração |  |
| 1.                                      | "Es Mejor"                  | Dozier Holland Holland Monroy Villa             | 3:51    |  |
| 2.                                      | "Sin Hablar"                | Calderón                                        | 4:31    |  |
| 3.                                      | "Agora Você Pode Ir"        | Raymonde Hawker Gómez Escolar Arnaldo Saccomani | 3:16    |  |
| 4.                                      | "Eu Que Não Vivo Sem Você"  | Donnagio Pallavicini Gómez Escolar Saccomani    | 3:30    |  |
| 5.                                      | "Era Você"                  | Calderón Saccomani                              | 4:28    |  |
| 6.                                      | "Sólo Tú"                   | Rande Ram Toro                                  | 3:21    |  |
| 7.                                      | "No Me Puedo Escapar de Tí" | Calderón                                        | 3:25    |  |
| 8.                                      | "Cuando Calienta el Sol"    | Gastón Pérez Rigual Rigual Martinoli            | 4:03    |  |
| 9.                                      | "Soy Como Quiero Ser"       | Rey                                             | 2:59    |  |
| 10.                                     | "Perdóname"                 | Martinoli Carmen Toro                           | 3:26    |  |
| 11.                                     | "Sunny"                     | Hebb Gómez Escolar                              | 3:55    |  |
| Duração total:                          | Duração total:              | Duração total:                                  | 38:45   |  |

## Singles
| #  | Título                      | EUA |
| -- | --------------------------- | --- |
| 1. | "Ahora Te Puedes Marchar"   | #2  |
| 2. | "No Me Puedo Escapar de Tí" | #14 |
| 3. | "Yo Que No Vivo Sin Tí"     | #26 |
| 4. | "Soy Como Quiero Ser"       | #36 |
| 5. | "Cuándo Calienta el Sol"    | #50 |

## Charts
| Chart (1987)               | Posição |
| -------------------------- | ------- |
| Billboard Latin Pop Albums | 12      |

## Vendas e certificações
| Região                                                           | Certificação | Vendas/distribuição |
| ---------------------------------------------------------------- | ------------ | ------------------- |
| Argentina (CAPIF)                                                | 3x Platina   | 180.000x            |
| xdistribuições não-especificadas baseadas apenas na certificação |              |                     |